# Купава (яхта)
«Купава» — українська яхта, на якій у 2009—2012 роках було здійснено навколосвітню подорож.
Яхта відбула з Київського міського крейсерського яхт-клубу 11 листопада 2009 року о 21:31, маючи за мету дійти до берегів Антарктиди на українську полярну станцію «Академік Вернадський», а потім, проти традицій навколосвітніх плавань, вийти через протоку Дрейка в Тихий океан і обійти навколо Землі. 10 грудня того ж року яхта вийшла з Очакова в Чорне море.
Зважаючи на низькі температури на час наближення до Антарктиди «Купава» перечекала літо (у південних широтах — зима) 2010 року в порту Ушуая (Аргентина).
17 квітня 2012 року о 17 годині 30 хвилин яхта «Купава» завершила навколосвітню подорож і відшвартувалась у порту Очаків.

## Склад екіпажу
Протягом походу склад екіпажу зазнавав змін. З Києва в похід вийшли:
- Юрій Бондар — капітан, неодноразовий учасник морських походів, яхтсмен і яхтовий конструктор.
- Валерій Деймонтович — постійний член екіпажу яхти (був замінений в Буенос-Айресі).
- Андрій Зубенко — чемпіон України з вітрильного спорту.
- Михайло Іллєнко — яхтсмен, кінорежисер (був замінений в Буенос-Айресі).
- Віктор Копайгородський (брав участь у плаванні з Буенос-Айреса).
- Геннадій Стариков (брав участь у плаванні з Буенос-Айреса).

З Буенос-Айреса Михайло Іллєнко та Валерій Деймонтович повернулися літаком до Києва, а на їх місце прилетіли Віктор Копайгородський та Геннадій Стариков.

## Конструкція та технічні характеристики
«Купава» побудована капітаном Юрієм Бондарем, корпус дерев'яний:
- Довжина: 9,2 м.
- Водотоннажність: 3,5 тонни.

У поході яхта була обладнана системою GPS, бортовим комп'ютером, засобами радіозв'язку, дизелем «Daihatsu» 37 к. с., сонячними батареями, вітрогенератором, трьома акумуляторами.